# Danh sách video của Madonna
Nữ ca sĩ nhạc pop người Mỹ Madonna đã cho ra mắt nhiều video ca nhạc trong suốt hơn 25 năm sự nghiệp ca hát của cô. Madonna đã từng làm việc với một số đạo diễn nổi tiếng để cho ra đời nhiều video có chất lượng cao và đoạt nhiều giải thưởng như Grammy và MTV Video Music Awards, ví dự như "Take a Bow", "Ray of Light", đồng thời cũng gây nhiều tranh cãi trong dư luận với các hình tượng cô gái tuổi vị thành niên chưa chồng mà đã có thai ("Papa Don't Preach"), vũ nữ múa cột ("Open Your Heart"), cây thánh giá bị đốt cháy ("Like a Prayer"), người phụ nữ chìm đắm trong thể xác ("Justify My Love"), hoặc hung dữ, độc ác ("What It Feels Like for a Girl")...
Madonna là nghệ sĩ chiến thắng nhiều nhất trong giải MTV Video Music Awards với 21 giải: 1 video của năm ("Ray of Light"), 3 video của nữ nghệ sĩ ("Papa Don't Preach", "Take a Bow", "Ray of Light") và nhiều hạng mục khác nữa. Cô cũng được kênh truyền hình âm nhạc VH1 bầu chọn là người phụ nữ vĩ đại nhất trong thời đại video.
| Năm  | Tên video                           | Album                                             | Đạo diễn                           | Chủ đề                                        |
| ---- | ----------------------------------- | ------------------------------------------------- | ---------------------------------- | --------------------------------------------- |
| 1982 | "Everybody"                         | Madonna                                           | Ed Steinberg                       | Hộp đêm                                       |
| 1983 | "Burning Up"                        | Madonna                                           | Steve Baron                        | Khao khát, rối bời                            |
| 1983 | "Borderline"                        | Madonna                                           | Mary Lambert                       | Cố gắng để nổi tiếng                          |
| 1983 | "Lucky Star"                        | Madonna                                           | Arthur Pierson                     | Nhảy                                          |
| 1984 | "Like a Virgin"                     | Like a Virgin                                     | Mary Lambert                       |                                               |
| 1984 | "Material Girl                      | Like a Virgin                                     | Mary Lambert                       |                                               |
| 1984 | "Crazy for You"                     | Vision Quest (nhạc phim)                          | Harold Becker                      |                                               |
| 1985 | "Into the Groove"                   | Like a Virgin (không phát hành tại Mỹ)            | Susan Seidelman                    |                                               |
| 1985 | "Gambler"                           | Vision Quest (nhạc phim)                          | Harold Becker                      |                                               |
| 1985 | "Dress You Up"                      | Like a Virgin                                     | Danny Kleinman                     |                                               |
| 1986 | "Live to Tell                       | True Blue                                         | James Foley                        |                                               |
| 1986 | "Papa Don't Preach"                 | True Blue                                         | James Foley                        | Có thai ở tuổi vị thành niên                  |
| 1986 | "True Blue"                         | True Blue                                         | James Foley                        |                                               |
| 1986 | "Open Your Heart"                   | True Blue                                         | Jean-Baptiste Mondino              |                                               |
| 1987 | "La Isla Bonita"                    | True Blue                                         | Mary Lambert                       |                                               |
| 1987 | "Who's That Girl"                   | Who's That Girl (nhạc phim)                       | Peter Rosenthal                    |                                               |
| 1989 | "Like a Prayer"                     | Like a Prayer                                     | Mary Lambert                       |                                               |
| 1989 | "Express Yourself"                  | Like a Prayer                                     | David Fincher                      |                                               |
| 1989 | "Cherish"                           | Like a Prayer                                     | Herb Ritts                         |                                               |
| 1989 | "Oh Father"                         | Like a Prayer                                     | David Fincher                      |                                               |
| 1989 | "Dear Jessie"                       | Like a Prayer                                     | Animation City                     |                                               |
| Năm  | Tên video                           | Album                                             | Đạo diễn                           | Chủ đề                                        |
| 1990 | "Vogue"                             | I'm Breathless                                    | David Fincher                      | Các ngôi sao Hollywood, thời trang            |
| 1990 | "Hanky Panky"                       | I'm Breathless                                    | Mark Minceli                       |                                               |
| 1990 | "Justify My Love"                   | The Immaculate Collection                         | Jean-Baptiste Mondino              | Khiêu dâm, tình dục, S&M, đồng tính luyến ái  |
| 1992 | "This Used to Be My Playground"     | Barcelona Gold (tuyển tập)                        | Alek Keshishian                    |                                               |
| 1992 | "Erotica"                           | Erotica                                           | Fabien Baron                       |                                               |
| 1992 | "Deeper and Deeper"                 | Erotica                                           | Bobby Woods                        |                                               |
| 1993 | "Bad Girl"                          | Erotica                                           | David Fincher                      |                                               |
| 1993 | "Fever"                             | Erotica                                           | Stephane Sednaoui                  |                                               |
| 1993 | "Rain"                              | Erotica                                           | Mark Romanek                       |                                               |
| 1993 | "Bye Bye Baby"                      | Erotica                                           | Mark Minceli                       |                                               |
| 1994 | "I'll Remember"                     | With Honors (Nhạc phim)                           | Alek Keshishian                    |                                               |
| 1994 | "Secret"                            | Bedtime Stories                                   | Melodie McDaniel                   |                                               |
| 1994 | "Take a Bow"                        | Bedtime Stories                                   | Michael Haussman                   | Chuyện tình, đấu bò tót                       |
| 1995 | "Bedtime Story"                     | Bedtime Stories                                   | Mark Romanek                       |                                               |
| 1995 | "Human Nature"                      | Bedtime Stories                                   | Jean-Baptiste Mondino              |                                               |
| 1995 | "I Want You"                        | Something to Remember                             | Earle Sebastian                    |                                               |
| 1995 | "You'll See"                        | Something to Remember                             | Michael Haussman                   |                                               |
| 1995 | "Love Don't Live Here Anymore"      | Something to Remember                             | Jean-Baptiste Mondino              |                                               |
| 1996 | "You Must Love Me"                  | Evita (nhạc phim)                                 | Alan Parker                        |                                               |
| 1997 | "Don't Cry for Me Argentina"        | Evita (nhạc phim)                                 | Alan Parker                        |                                               |
| 1997 | "Another Suitcase in Another Hall   | Evita (Nhạc phim)                                 | Alan Parker                        |                                               |
| 1998 | "Frozen"                            | Ray of Light                                      | Chris Cunningham                   | Chủ nghĩa thần bí, sa mạc                     |
| 1998 | "Ray of Light                       | Ray of Light                                      | Jonas Åkerlund                     | Đời sống thường nhật diễn ra với tốc độ nhanh |
| 1998 | "Drowned World/Substitute for Love" | Ray of Light                                      | Walter Stern                       |                                               |
| 1998 | "The Power of Good-Bye"             | Ray of Light                                      | Matthew Rolston                    |                                               |
| 1999 | "Nothing Really Matters"            | Ray of Light                                      | Johan Renck                        | Geisha, kimono                                |
| 1999 | "Beautiful Stranger"                | Austin Powers: The Spy Who Shagged Me (nhạc phim) | Brett Ratner                       |                                               |
| Năm  | Tên video                           | Album                                             | Đạo diễn                           | Chủ đề                                        |
| 2000 | "American Pie"                      | The Next Best Thing (nhạc phim)                   | Philip Stolzl                      | Xã hội Mỹ                                     |
| 2000 | "Music"                             | Music                                             | Jonas Åkerlund                     |                                               |
| 2000 | "Don't Tell Me"                     | Music                                             | Jean-Baptiste Mondino              | Cao bồi                                       |
| 2001 | "What It Feels Like for a Girl"     | Music                                             | Guy Ritchie                        |                                               |
| 2002 | "Die Another Day"                   | American Life                                     | Traktor                            |                                               |
| 2003 | "American Life"                     | American Life                                     | Jonas Åkerlund                     |                                               |
| 2003 | "Hollywood"                         | American Life                                     | Jean-Baptiste Mondino              | Chiến tranh, chính trị, biểu diễn thời trang  |
| 2003 | "Me Against the Music"              | In the Zone                                       | Paul Hunter                        |                                               |
| 2004 | "Love Profusion"                    | American Life                                     | Luc Besson                         |                                               |
| 2005 | "Hung Up"                           | Confessions on a Dance Floor                      | Johann Renck                       | Saturday Night Fever, disco                   |
| 2006 | "Sorry"                             | Confessions on a Dance Floor                      | Jamie King                         |                                               |
| 2006 | "Get Together"                      | Confessions on a Dance Floor                      | LOGAN/Rockstar                     | Video hoạt hoạ                                |
| 2006 | "Jump"                              | Confessions on a Dance Floor                      | Jonas Åkerlund                     |                                               |
| 2007 | "Hey You"                           | Live Earth                                        | Johan Söderberg & Marcus Lindkvist | Biến đổi khí hậu                              |
| 2008 | "4 Minutes"                         | Hard Candy                                        | Jonas & François                   | Tận cùng thế giới, nhảy múa                   |
| 2008 | "Give It 2 Me"                      | Hard Candy                                        | Tom Munro, Nathan Rissman          | Phong cách thời trang thập niên 1960 và 1970  |
| 2008 | "Miles Away"                        | Hard Candy                                        | Nathan Rissman                     |                                               |
| 2009 | "Celebration"                       | Celebration                                       | Jonas Akerlund                     | Tiệc tùng, kỷ niệm sự nghiệp âm nhạc          |